# Bassin du Rhône
Le bassin du Rhône, appelé aussi bassin rhodanien, l'un des quatre grands bassins versants situés en France métropolitaine, est le bassin hydrographique du fleuve Rhône. Il est situé intégralement en France et en Suisse. Il est alimenté par des cours d'eau des Alpes, du Jura, du Massif central et des Vosges. Le Rhône se jette dans la mer Méditerranée par un delta.

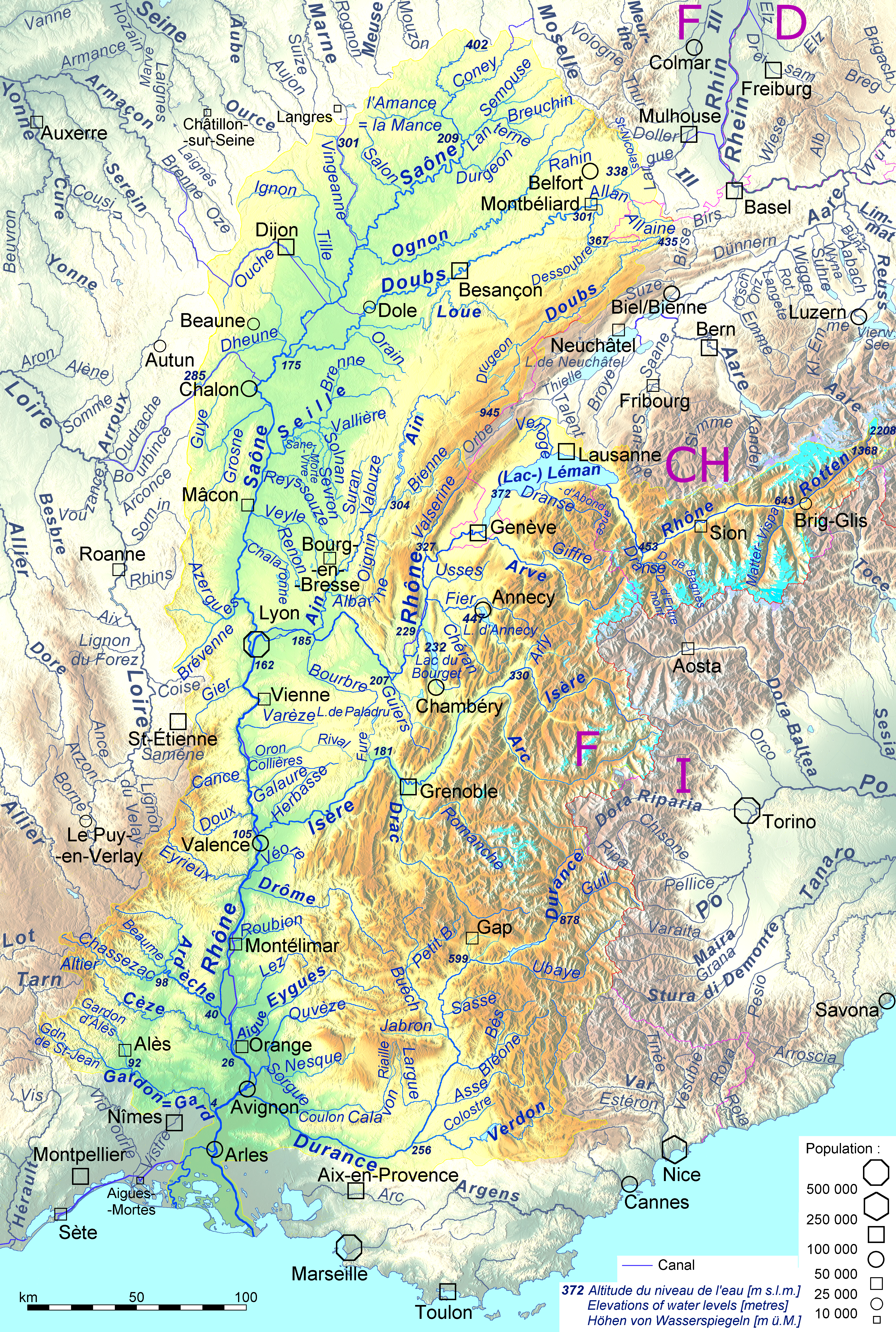
Bassin versant avec presque tous les cours d'eau de plus de 36 km de longueur.
→ Cette carte en projection de 20% – 749 x 1114 px

## Caractéristiques
Le bassin versant du Rhône mesure 97 800 km2, dont 90 000 km2 en France et 7 800 km2 en Suisse. Cela représente 18,89 % de la superficie de la Suisse et 16,5 % de la superficie de la France métropolitaine. En Suisse, il s'agit du second bassin versant par la taille, après celui du Rhin. Son altitude la plus haute se trouve au sommet du mont Blanc à 4 806 mètres.

## Affluents
Les 12 principaux affluents du Rhône sont par ordre de longueur : la Saône (473 km), laDurance (323 km), l'Isère (286 km), l'Ain (190 km), le Gardon (128 km), la Cèze (128 km), l'Ardèche (125 km), l'Eygues (114 km), la Drôme (111 km), l'Arve (107 km), l'Ouvèze (93 km) et l'Eyrieux (83 km), 5 d'entre eux ayant donné leur nom à au moins un département, en plus du Rhône, des Bouches-du-Rhône et du Doubs (430 km), qui est un affluent de la Saône.
Pour chaque partie ci-dessous, le cours du fleuve et les affluents sont donnés dans le sens du courant, de l'amont vers l'aval.

### Vallée de Conches

Les cinq bassins versants de la Suisse.
Rhin
Aar (sous-bassin versant du Rhin)
Rhône (Doubs au nord)
Pô (Doveria, Tessin, Mera, Poschiavino)
Danube (Inn)
Adige (Rom)

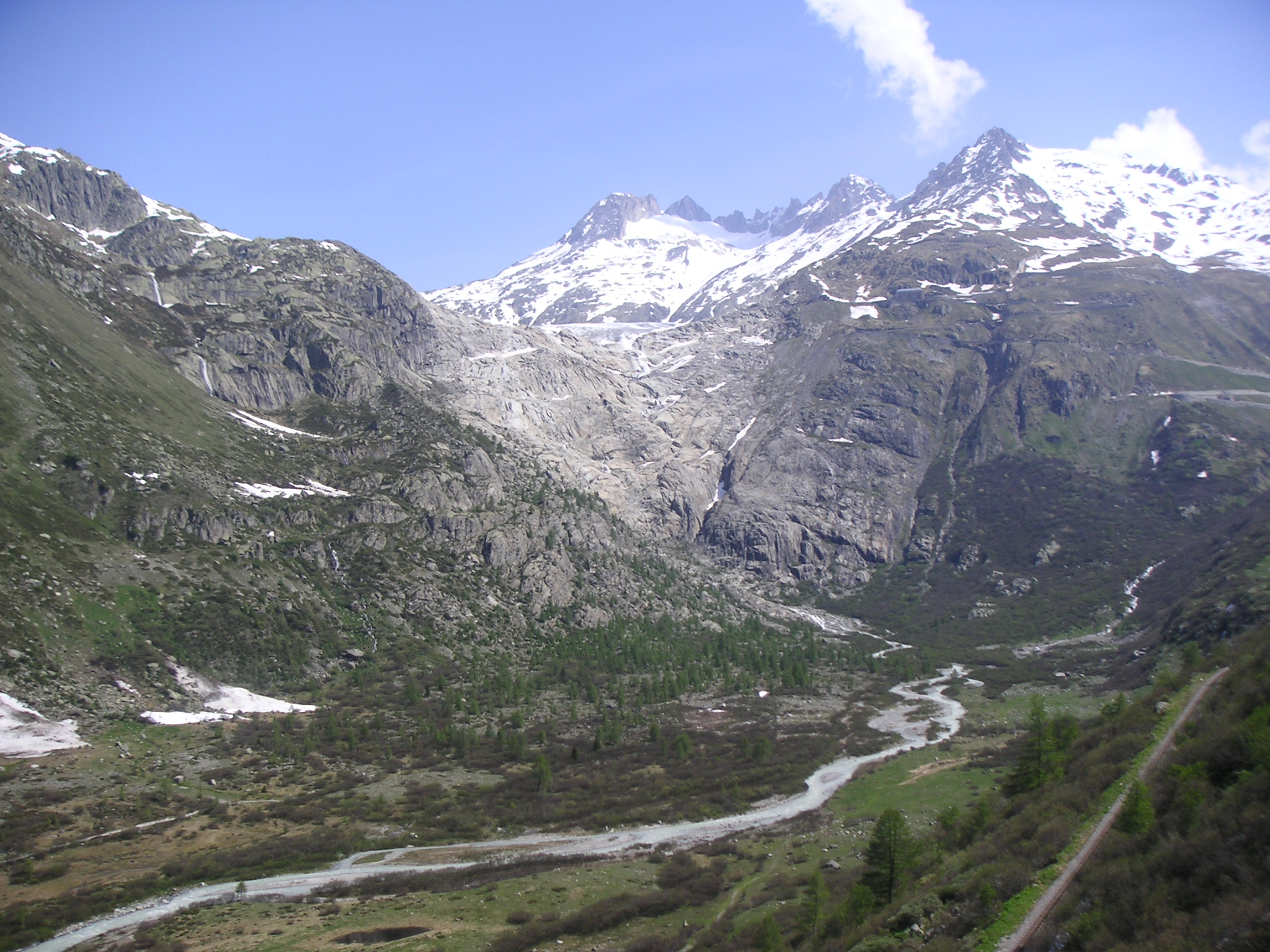
Le Rhône juste en aval de sa source à Gletsch

Les affluents de la vallée de Conches, depuis la source jusqu'à Brigue :
- Muttbach (rive gauche)
- Lengenbach (rive gauche)
- Gerewasser (rive gauche)
- Rätischbach (rive droite)
- Jostbach (rive droite)
- Milibach (rive droite)
- Oberbach (rive droite)
- Agene (rive gauche, 10 km) + ses affluents
- Niderbach (rive droite)
- Trützisee et Trützital (rive droite)
- Mossmattebach (rive gauche)
- Merezebach (rive gauche)
- Minstigerbach (rive droite)
- Blinne (rive gauche, 5 km)
- Reckingerbach (rive droite)
- Ritzibach (rive gauche)
- Walibach (rive droite)
- Hilperschbach (rive droite)
- Spissbach (rive gauche)
- Wilerbach (rive droite)
- Chrimpebach (rive gauche)
- Schwarze brunne (rive droite)
- Rufibach (rive gauche)
- Löüwibach (rive gauche)
- Milibach (rive gauche)
- Wysswasser (rive droite, 8 km) + ses affluents
- Alte bach (rive droite)
- Deischbach (rive droite)
- Binna (rive gauche, 18 km)
- Milibach (rive gauche)
- Teiffe Bach (rive droite)
- Massa (rive droite, 6 km)

### Vallée du Rhône entre Brigue et Martigny
Les affluents de la vallée du Rhône, depuis Brigue jusqu'à Martigny :
- Chelchbach (rive droite)
- Saltina (rive gauche, 22 km)
- Mundbach (rive droite, 10 km)
- Gamsa (rive gauche)
- Vispa (rive gauche, 40 km)
- Baltschieder Bach (rive droite)
- Milibach (rive gauche)
- Lonza (rive droite, 22 km)

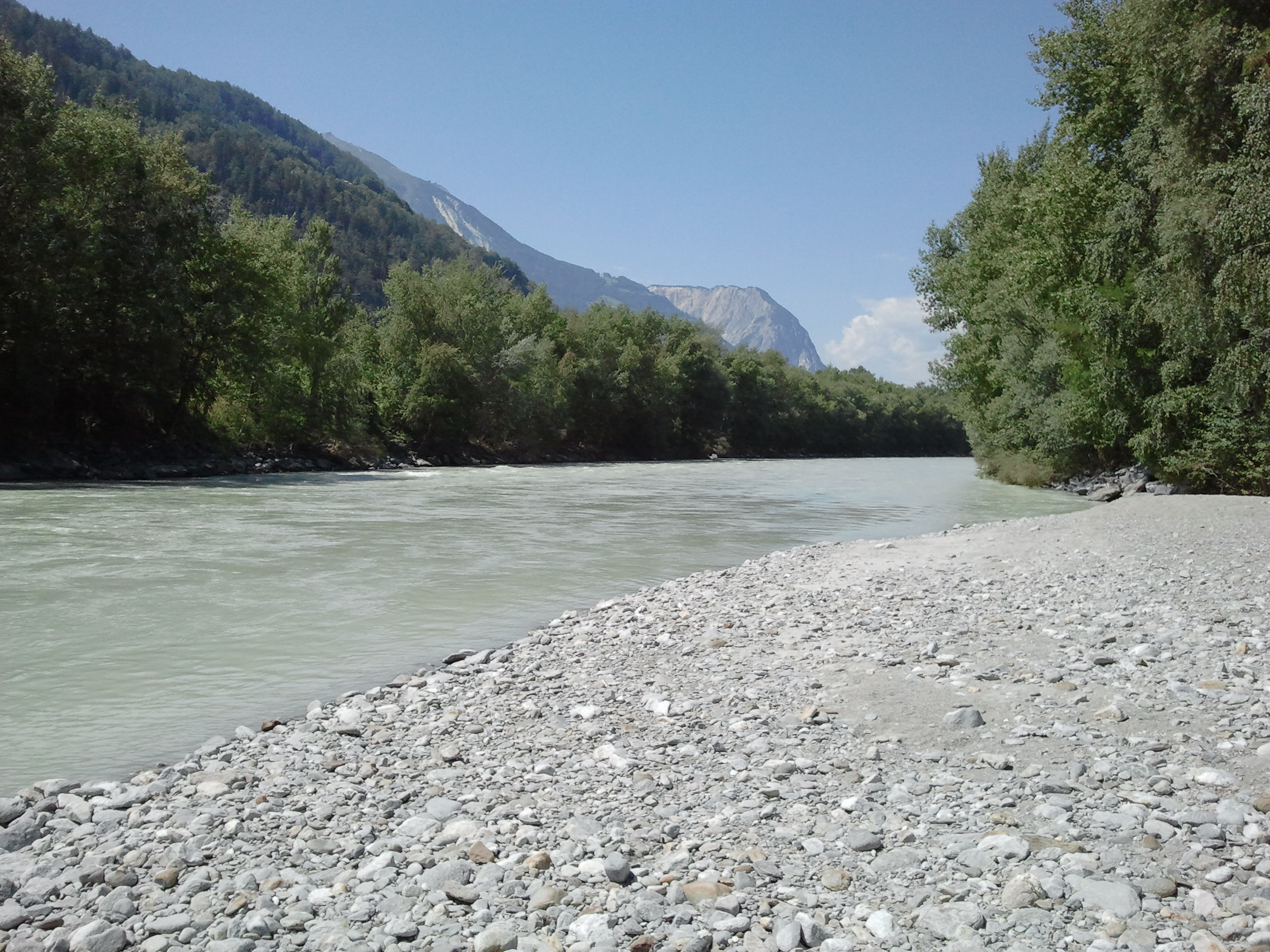
Le Rhône à la hauteur de Gampel

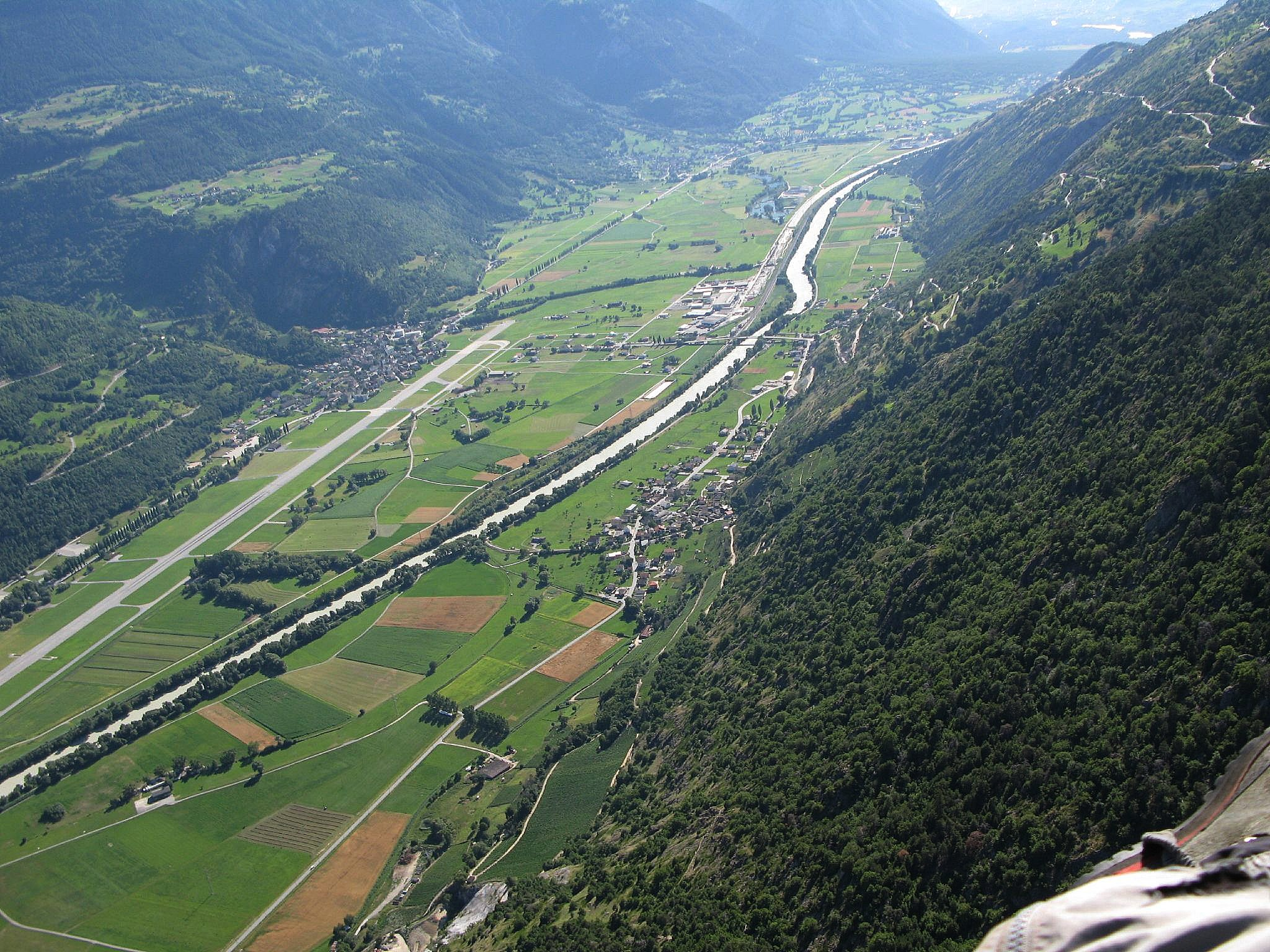
Le Rhône à la hauteur de Turtmann

- Turtmänna (rive gauche, 18,3 km)
- Dala (rive droite, 14 km)
- Raspille (rive droite, 15,1 km)
- Navizence (rive gauche, 23 km)
- Rèche (rive gauche, 10,8 km)
- Lienne (rive droite, 15,2 km)
- Borgne (rive gauche, 30 km) et affluents (Dixence (11,5 km))
- Sionne (rive droite, 11 km)
- Printze (rive gauche, 12 km)
- Morge (rive droite, 19,9 km)
- Lizerne (rive droite, 20 km)
- Faraz (rive gauche, 10 km)
- Losentse (rive droite, 9 km)
- Salentse (rive droite, 9 km)
- Drance (rive gauche, 14,3 km) et affluents (Drance de Bagnes (31,1 km), Drance d'Entremont (25 km), Drance de Ferret (19 km))

### Vallée du Rhône entre Martigny et le lac Léman

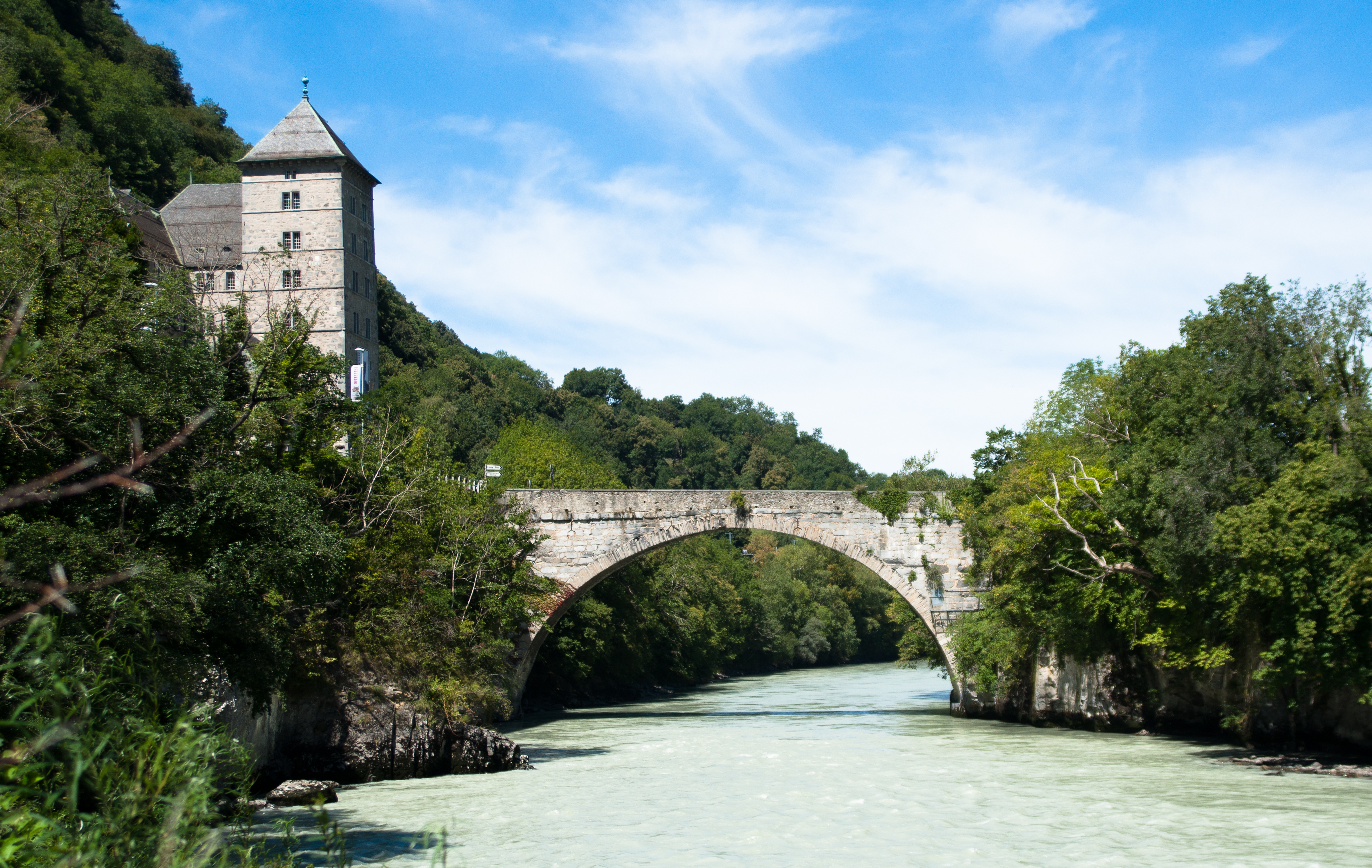
Le Rhône à Saint-Maurice

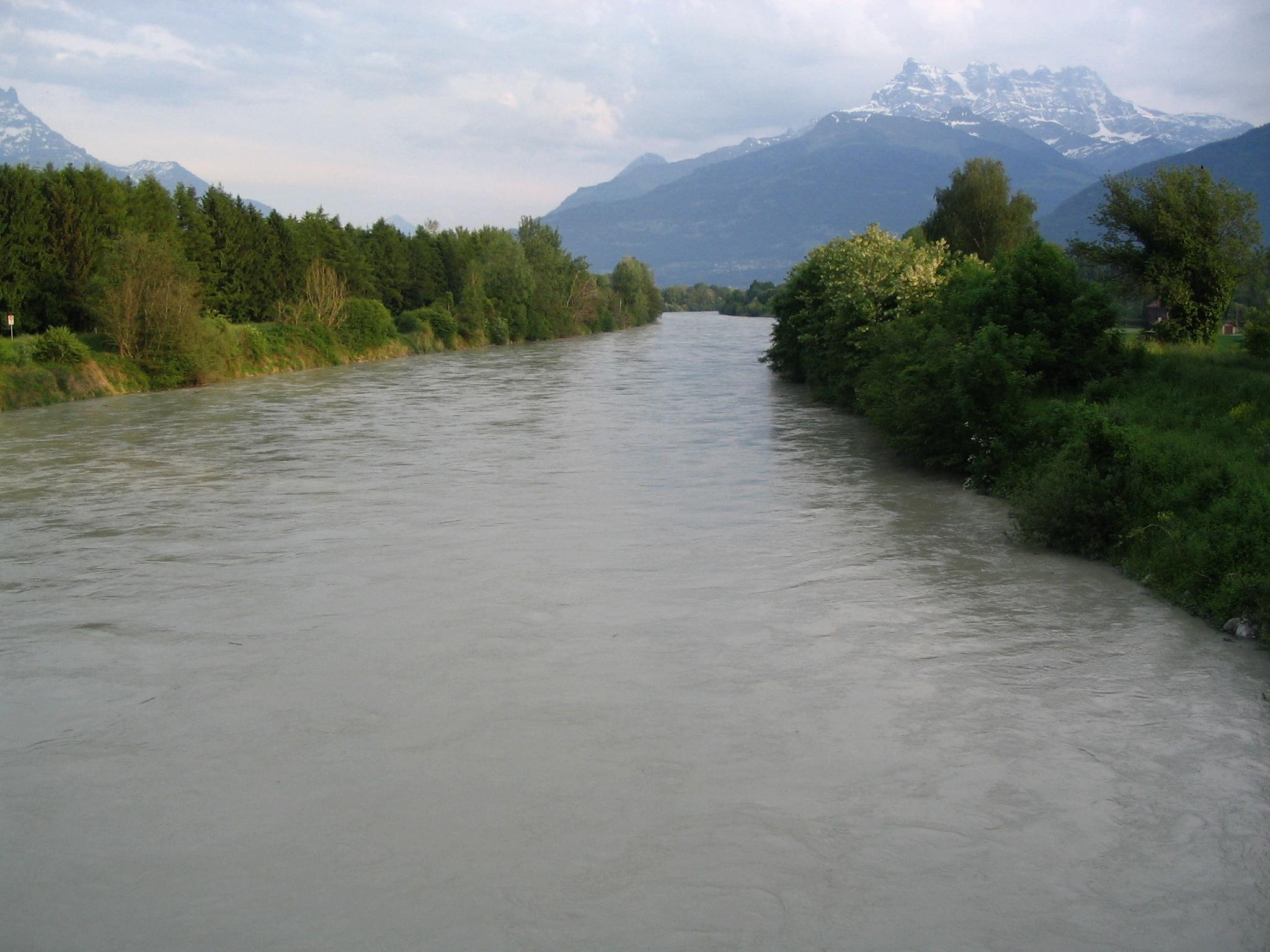
Le Rhône dans le Chablais

Les affluents de la vallée du Rhône entre Martigny et le lac Léman :
- le Trient (rive gauche, 17 km)
- la Salanfe (rive gauche, 6,9 km)
- l'Aboyeu (rive droite)
- le torrent de St-Barthélemy (rive gauche, 7,1 km)
- l'Avançon (Morcles) (rive droite)
- le Mauvoisin (rive gauche, 6,1 km)
- le Courset (rive droite)
- l'Avançon (rive droite, 16,3 km)
- la Vièze (rive gauche, 12 km)
- la Gryonne (rive droite, 15 km)
- la Grande Eau (rive droite, 26 km)

Les eaux des cours d'eau suivant sont récoltées par le canal Stockalper (14,7 km) qui longe le Rhône jusqu'au lac Léman :
- le Pessot ou Nant Neuf (rive gauche, 4,1 km)
- le torrent de la Greffe (4,6 km), le fossé des Talons (rive gauche, 9,3 km)
- l'Avançon (Mayen) (rive gauche, 8,1 km)
- le Fossau (rive gauche, 6,1 km)
- le Tové (rive gauche)

### Lac Léman

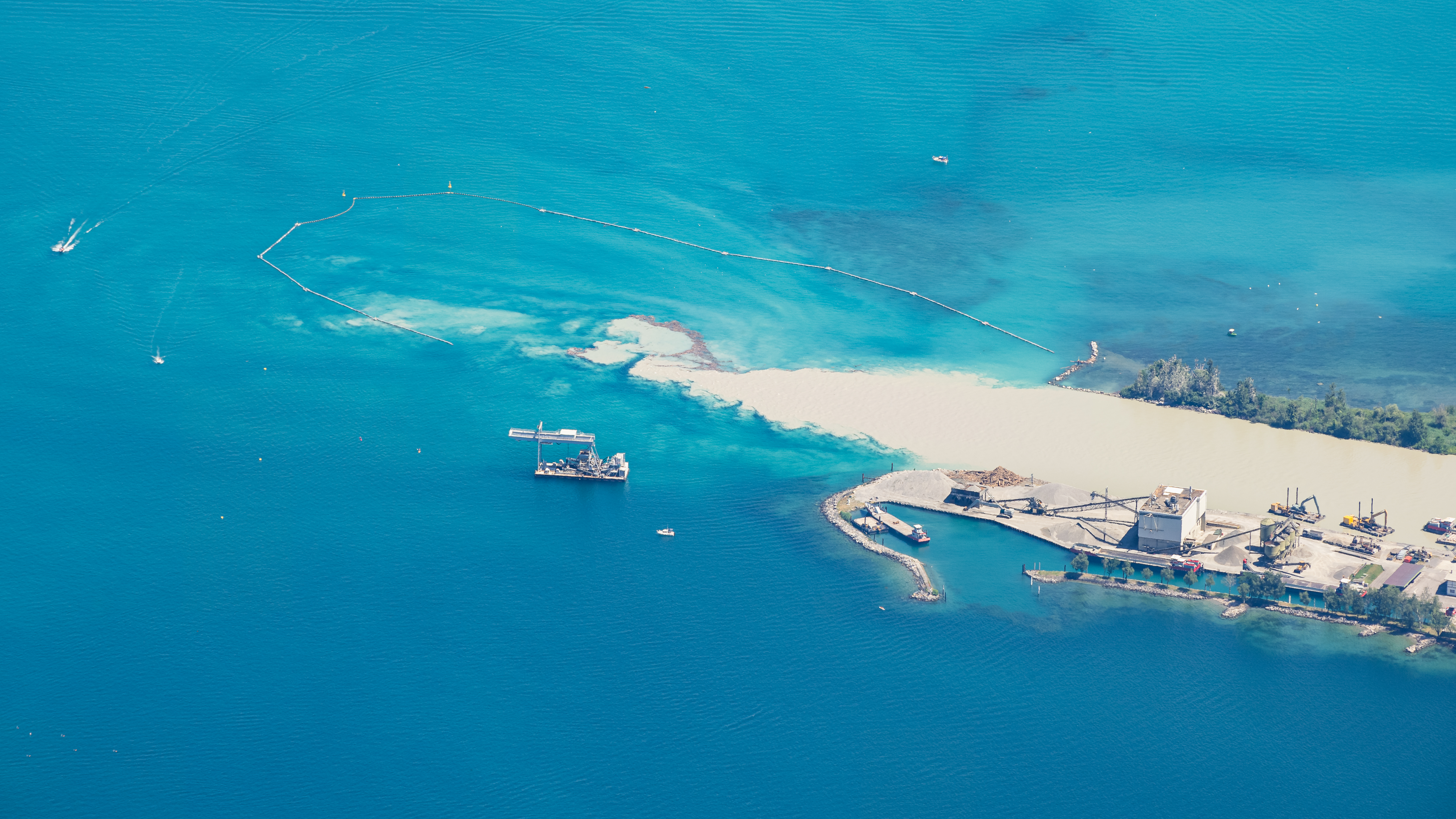
Vue de l'embouchure du Rhône dans le lac Léman. Le fleuve est particulièrement charive gaucheé en sédiments en raison de précipitations importantes en amont du fleuve, additionnées à la fonte du manteau neigeux en altitude.

Les affluents dans le lac Léman sont listés rive par rive étant donné la largeur du lac.
Rive droite :
- le grand Canal (14,7 km)
- l'Eau Froide (11,3 km)
- la Tinière (5,5 km)
- la Veraye
- la Baye de Montreux (10 km)
- la Baye de Clarens (7,1 km) affluent : Avessan (rive gauche, 3,3 km)
- le ruisseau de la Maladaire
- l'Ognona
- la Veveyse (19,5 km)
- la Bergère (3,7 km)
- la Salence
- le Forestay (6,4 km)
- le Rio d'Enfer
- la Lutrive (5,8 km)
- la Paudèze (8,8 km) affluent : Fonzey (rive gauche)
- la Vuachère (7 km) affluent : Riolet (1,9 km)
- le Flon (11,5 km)
- la Chamberonne (7,5 km) issue de la confluence de la Sorge (7,3 km) et de la Mèbre (14,8 km)
- la Venoge (38,4 km) affluents : Veyron (18,5 km) et Arena (rive droite)
- la Morges (14,9 km) affluent : Cambagnou (rive gauche)
- le Boiron de Morges (14 km) affluent : Blacon (rive gauche)
- le ruisseau de Chenaux
- l'Aubonne (12,2 km) affluent : Flumau (rive gauche)
- l'Eau Noire
- le Flon affluent : Flamolens (rive gauche)
- le Flon de Vincy (4,2 km)
- le Lavasson
- la Promenthouse (16 km) issue de la confluence de la Serine (11 km) et de l'Oujon (6,7 km)
- l'Asse (9,7 km)
- le Boiron (8,5 km)
- le Nant du Pry
- le Brassu ou Nant du Brassus (4,7 km)
- la Doye
- le Torry
- le Nant de Braille
- la Versoix (21,9 km) affluent : le Creuson (5,1 km)
- le Gobé (3,4 km)

Rive gauche :
- le canal Stockalper (14,7 km)
- la Morge (7,9 km), frontière Valais - Haute-Savoie
- la Dranse (49,3 km) affluents : Dranse d'Abondance (18 km), Dranse de Morzine (26,4 km), Brevon (22,1 km)
- la Nant d'Aisy
- le Pamphiot
- le Redon (11,7 km)
- le Foron
- le Vion
- le ruisseau de Chamburaz
- l'Hermance (13 km), frontière Haute-Savoie - Genève

### De Genève à Lyon

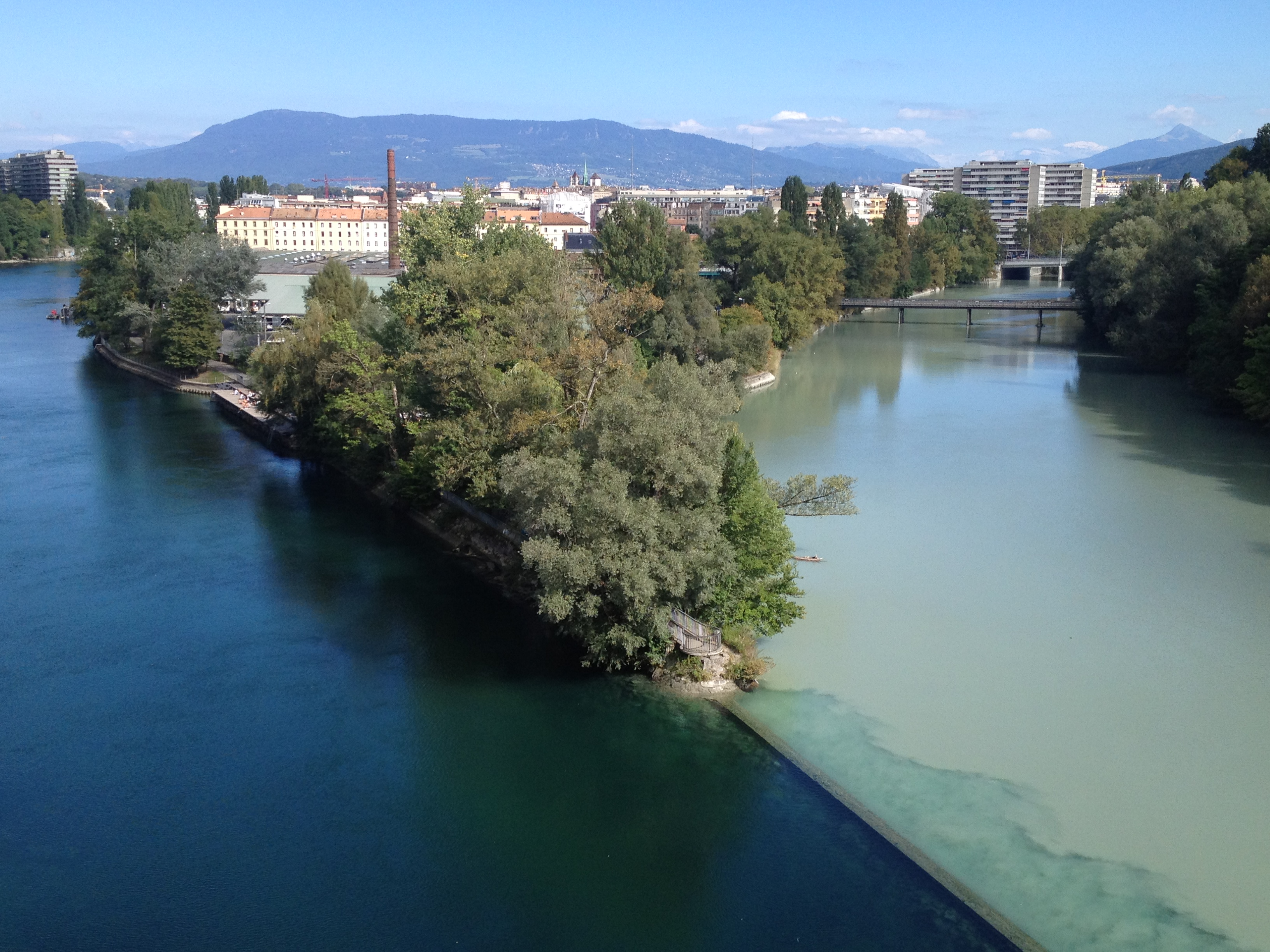
Confluence du Rhône et de l'Arve

Les affluents du Rhône, depuis Genève jusqu'à Lyon :
- l'Arve (rive gauche), 107,8 km
- le Nant de la Noire (rive droite)
- le Châtelet (rive droite), 1,8 km
- l'Eau morte (rive gauche)
- l'Allondon (rive droite), 22 km
- le ruisseau de Charmilles (rive droite), 3,1 km
- la Laire (rive gauche), 14,3 km
- l'Annaz (rive droite), 13 km
- le Longet (rive gauche), 5,7 km
- la Valserine (rive droite), 47,6 km
- les Usses (rive gauche), 46,1 km
- le Fier (rive gauche), 71,9 km
- le canal de Savières (rive gauche), 4,5 km en provenance du lac du Bourget

Après Lavours, le Rhône est en partie dévié sur sa rive droite par le canal de dérivation de Belley.
- le Séran (rive droite), 41,8 km
- le Furans (rive droite), 29,4 km

Ensuite, la dérivation de Brégnier-Cordon.
- le Guiers (rive gauche), 49,9 km
- la Bièvre (rive gauche), 21,3 km
- le Gland (rive droite), 16,3 km
- la Brive (rive droite), 12,7 km
- la Perna (rive droite), 10 km
- la Bourbre (rive gauche), 72,3 km
- l'Ain (rive droite), 189,9 km

Séparation en deux bras entre Jons et Lyon
- le Cottey (rive droite), 17,6 km
- la Sereine (rive droite), 24,8 km
- la Saône (rive droite), 473,3 km

### De Lyon à Valence
Les affluents du Rhône, depuis Lyon jusqu'à Valence :
- l'Yzeron (rive droite), 25,1 km
- l'Ozon (rive gauche), 22,2 km
- le Garon (rive droite), 31,1 km
- le Gier (rive droite), 40,4 km
- la Sévenne (rive gauche), 21,8 km
- la Gère (rive gauche), 34,5 km
- la Varèze (rive gauche), 40 km
- le Dolon (rive gauche), 33,4 km
- les Collières (rive gauche), 16,4 km
- la Cance (rive droite), 41,3 km
- l'Ay (rive droite), 31,8 km
- la Galaure (rive gauche), 56,2 km
- le Doux (rive droite), 69,8 km
- l'Isère (rive gauche), 286,1 km

### De Valence à la mer Méditerranée
Les affluents du Rhône, depuis Valence jusqu'à la mer Méditerranée :
- la Véore (rive gauche), 37,6 km
- l'Eyrieux (rive droite), 83,5 km
- la Drôme (rive gauche), 110,6 km
- l'Ouvèze (rive droite), 27,3 km
- la Payre (rive droite), 21,3 km
- le Lavézon (rive droite), 16,5 km
- le Roubion (rive gauche), 66,3 km
- l'Escoutay (rive droite), 22,8 km
- la Berre (rive gauche), 28,3 km
- l'Ardèche (rive droite), 125,1 km
- le Lauzon (rive gauche), 31,4 km
- le Lez (rive gauche), 73,3 km
- la Cèze (rive droite), 128,3 km
- l'Eygues (rive gauche), 113,7 km
- l'Ouvèze (rive gauche), 93,5 km
- la Durance (rive gauche), 323,2 km
- le Gardon (rive droite), 127,6 km